# Mandy Mulder
Mandy Mulder (* 3. August 1987 in Poeldijk) ist eine niederländische Seglerin.

## Erfolge
Mandy Mulder nahm an zwei Olympischen Spielen teil. Bei den Olympischen Spielen 2008 in Peking startete sie in der Bootsklasse Yngling gemeinsam mit Merel Witteveen und Annemieke Bes als Crewmitglieder und gewann mit diesen die Silbermedaille, als sie dank 31 Punkten hinter den Britinnen und vor den Griechinnen Zweite wurde. Im Anschluss wechselte sie mehrfach die Bootsklassen und startete zunächst in der 470er Jolle und anschließend im Elliott 6m. Ab 2013 segelte sie im Nacra 17, in dem sie an den Olympischen Spielen 2016 in Rio de Janeiro teilnahm und den 14. Platz belegte. Im Jahr zuvor hatte sie im Nacra 17 den dritten Platz bei den Weltmeisterschaften in Aarhus erreicht. Bei Europameisterschaften sicherte sie sich sowohl im Yngling als auch im Elliott zunächst mehrere Bronze- und Silbermedaillen, ehe ihr 2013 in Dervio der Titelgewinn im Nacra 17 gelang.